# 16090 Lukaszewski
16090 Lukaszewski è un asteroide della fascia principale. Scoperto nel 1999, presenta un'orbita caratterizzata da un semiasse maggiore pari a 2,4412938 UA e da un'eccentricità di 0,1123692, inclinata di 5,37881° rispetto all'eclittica.